# Jean Esprit Isnard
Jean Esprit Isnard, eigentlich Jean-Esprit Isnard (* 22. Januar 1707 in Bédarrides, Département Vaucluse; † 16. März 1781 in Tarascon, Département Bouches-du-Rhône) war ein französischer Dominikaner und Orgelbauer des 18. Jahrhunderts.
Isnard wirkte vor allem in der Abtei Sainte-Madeleine in Saint-Maximin-la-Sainte-Baume im Département Var und schuf dort 1773 die große Orgel, die heute zu den bedeutendsten Instrumenten des Barock zählt. Über sein Leben ist nur wenig bekannt.

## Werkliste (Auswahl)
| Jahr | Ort                           | Gebäude                 | Bild | Manuale | Register | Bemerkungen |
| ---- | ----------------------------- | ----------------------- | ---- | ------- | -------- | --- |
| 1750 | Toulouse                      | St-Pierre-des-Chartreux |      | IV/P    | 51       | Vergrößerung der Orgel von Robert Delaunay aus dem Jahr 1677. Die Orgel befand sich zu diesem Zeitpunkt noch im Jakobinerkloster Toulouse und wurde erst 1792 nach St-Pierre-des-Chartreux überführt. |
| 1774 | Saint-Maximin-la-Sainte-Baume | Ste-Marie-Madeleine     |      | IV/P    | 43       | → Hauptartikel : Orgel von Ste-Marie-Madeleine de Saint-Maximin-la-Sainte-Baume |